# Спрейг Грейден
Спрейг Грейден (англ. Sprague Grayden, нар. 21 липня 1980) — американська театральна, теле- та кіноакторка. Грала Катрен у т/с Джон Доу, вчительки Хезер Лісінськи у т/с Єрихон, Олівію Тейлор у телетрилері 24 та Крісті у фільмах Паранормальне явище 2 і 3.

## Біографія
Народилася в Манчестері, штат Массачусетс у сім'ї двох вчителів. Спрейг — дошлюбне прізвище її матері.
Відвідувала манчестер-ессексську регіональну середню школу (тоді — манчестерська старша школа). Коледж Барнарда при Колумбійському університеті закінчила з відзнакою за спеціальністю американістика.
Молодший брат, Бенджамін Грейден, який помер в 1999 р. через травми, отримані при падінні. Родині Грейден належить ресторан Ben Sprague, що знаходиться в її рідному місті.

### Кар'єра
Грейден почала акторську діяльність у 5 років.
Вона входила до драматичного відділення в коледжі Барнарда при Колумбійському університеті. Її театральні ролі включали спектаклі класиків: Гамлет, Очікування лівші, Звичайний день тощо.

## Фільмографія
| Рік        | Продукція                           | Примітки                                                                                                   |
| ---------- | ----------------------------------- | --- |
| 1989       | Тато                                | |
| 2001       | Біологічно небезпечний              | |
| 2002, 2009 | Закон і порядок: Спеціальний корпус | 2 епізоди                                                                                                  |
| 2002-2003  | Джон Доу                            | 14 епізодів                                                                                                |
| 2004-2005  | Джоан Аркадії                       | 9 епізодів                                                                                                 |
| 2004-2005  | Клієнт завжди мертвий               | 12 епізодів, номінована на премію Гільдії кіноакторів: видатний акторський ансамбль у драматичному серіалі |
| 2005       | Там                                 | 12 епізодів                                                                                                |
| 2006       | Перший раз Міні                     | |
| 2007       | Бур'яни                             | 3 епізоди                                                                                                  |
| 2006-2008  | Єрихон                              | 17 епізодів, Хезер Лісінськи                                                                               |
| 2008       | Остання колискова                   | |
| 2008       | Сини анархії                        | 7 епізодів                                                                                                 |
| 2009       | Пробудження                         | |
| 2009       | 24                                  | 14 епізодів, Олівія Тейлор                                                                                 |
| 2010       | Паранормальне явище 2               | Головна роль                                                                                               |
| 2011       | Паранормальне явище 3               | Головна роль                                                                                               |
| 2012       | Паранормальне явище 4               | Архівний запис                                                                                             |
| 2012-2013  | Білий комірець                      | 2 епізоди                                                                                                  |
| 2013       | Низьке зимове сонце                 | 5 епізодів                                                                                                 |
| 2020       | Допит                               | |